# Conophytum friedrichiae
Conophytum friedrichiae är en isörtsväxtart som först beskrevs av Moritz Kurt Dinter, och fick sitt nu gällande namn av Schwant.. Conophytum friedrichiae ingår i släktet Conophytum, och familjen isörtsväxter. Inga underarter finns listade i Catalogue of Life.